# Feliniopsis ivoiriensis
Feliniopsis ivoiriensis là một loài bướm đêm trong họ Noctuidae.